# Абзановский сельсовет (Архангельский район)

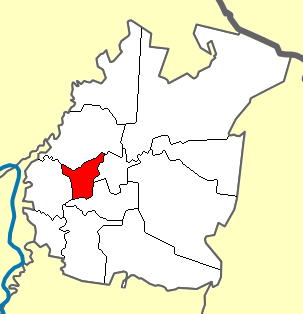
Абзановский сельсовет на карте

Абзановский сельсовет — административно-территориальная единица и муниципальное образование в Архангельском районе Республики Башкортостан Российской Федерации.
Законом «О границах, статусе и административных центрах муниципальных образований в Республике Башкортостан» муниципальное образование наделено статусом сельского поселения.

## Население
| 2002  | 2009  | 2010  | 2012  | 2013  | 2014 | 2015  |
| ----- | ----- | ----- | ----- | ----- | ---- | ----- |
| 1128  | ↗1193 | ↘1038 | ↘1031 | ↘1019 | ↘997 | ↗1014 |
| 2016  | 2017  |       |       |       |      |       |
| ↗1029 | ↘1028 |       |       |       |      |       |

## Состав сельского поселения
| № | Населённый пункт | Тип населённого пункта       | Население |
| - | ---------------- | ---------------------------- | --------- |
| 1 | Абзаново         | село, административный центр | ↘836      |
| 2 | Кызылярово       | деревня                      | ↘127      |
| 3 | Верхние Ирныкши  | деревня                      | ↘75       |